# Feniletilamina
La feniletilamina es un líquido incoloro, que forma con el dióxido de carbono (CO2) una sal carbonatada sólida al ser expuesta al medio ambiente. La feniletilamina presente en alimentos como el chocolate se ha considerado portadora de efectos psicoactivos. Sin embargo, es rápidamente metabolizada por la enzima MAO-B, de manera que no llega al cerebro en concentraciones significativas.
Las feniletilaminas sustituidas forman un grupo amplio y diverso de compuestos que incluye algunos alcaloides, neurotransmisores, hormonas, estimulantes, alucinógenos, entactógenos, anorexígenos, broncodilatadores y antidepresivos.
Se ha planteado cierta asociación entre la feniletilamina y el sentimiento del amor tras la teoría propuesta en la década de 1980 por los médicos Donald F. Klein y Michael R. Liebowitz, del Instituto Psiquiátrico del Estado de Nueva York (Estados Unidos), quienes postularon que su producción en el cerebro puede desencadenarse por eventos tan simples como un intercambio de miradas, un roce o un apretón de manos, sugiriendo además que el cerebro de una persona enamorada contiene grandes cantidades de feniletilamina y que esta sustancia podría ser la responsable, en gran medida, de las sensaciones y modificaciones fisiológicas que experimentamos cuando ocurre el enamoramiento, tales como vigilia, excitación, taquicardia, enrojecimiento e insomnio. Parece ser además un precursor de la dopamina que es la sustancia responsable de las sensaciones del amor romántico según la teoría de la Dra. Helen Fisher[cita requerida].
La estructura de la feniletilamina puede encontrarse también en sistemas de anillo complejo como en el sistema ergolina del LSD o en el sistema morfinano de la morfina.

## Presencia en los seres vivos
La feniletilamina es producida por una amplia gama de especies en los reinos vegetal y animal, incluidos los humanos; también es producida por ciertos hongos y bacterias (géneros: Lactobacillus, Clostridium, Pseudomonas y la familia Enterobacteriaceae) y actúa como un potente antimicrobiano contra ciertas cepas patógenas de Escherichia coli (p. ej., la cepa O157:H7) en concentraciones suficientes.

## Feniletilaminas sustituidas

Estructura general de feniletilaminas y anfetaminas.

Las feniletilaminas sustituidas llevan sustituyentes sobre el anillo bencénico, la cadena lateral o el grupo amino, ejemplos de estas son los siguientes:
- Las anfetaminas son feniletilaminas sustituidas que tienen un grupo metilo (CH3) en el átomo de carbono alfa, es decir, el adyacente al grupo amino en la cadena lateral.
- Las catecolaminas son feniletilaminas con dos grupos hidroxilo en las posiciones 3 y 4 del anillo bencénico. Ejemplos son las hormonas y neurotransmisores dopamina, adrenalina (epinefrina) y noradrenalina (norepinefrina).
- Los aminoácidos aromáticos fenilalanina y tirosina son fenetilaminas que llevan un grupo carboxilo (COOH) en la posición alfa.

## Farmacología
Varias feniletilaminas sustituidas tienen actividad farmacológica debido a su similitud con las monoaminas que actúan como neurotransmisores:
- Estimulantes como los alcaloides de origen vegetal efedrina y catinona y las drogas sintéticas anfetamina y metilfenidato.
- Alucinógenos como el alcaloide vegetal mescalina y la droga sintética 2C-B.
- Entactógenos como el MDMA y el MDA.
- Anorexígenos como la fentermina, la anfetamina y la benzfetamina.
- Broncodilatadores como la efedrina y la pseudoefedrina.
- Antidepresivos como el bupropión y la venlafaxina.

## Tabla de sustituciones
A continuación se han tabulado algunas de las feniletilaminas más importantes. Para mayor simplicidad, no se tiene en cuenta la estereoquímica de la cadena lateral. Se conocen cientos de otras feniletilaminas sustituidas, esto debido en gran parte al trabajo pionero de Alexander Shulgin, quien sintetizó múltiples  de ellas y fueron descritas en su libro PiHKal. 
| Nombre común                  | Rα       | Rβ | R2   | R3        | R4        | R5   | RN      | Nombre completo                         |
| ----------------------------- | -------- | -- | ---- | --------- | --------- | ---- | ------- | --------------------------------------- |
| Dopamina                      |          |    |      | OH        | OH        |      |         | 3,4-dihidroxi-feniletilaminaa           |
| Adrenalina (Epinefrina)       |          | OH |      | OH        | OH        |      | CH3     | β,3,4-trihidroxi-N-metil-feniletilamina |
| Noradrenalina (Norepinefrina) |          | OH |      | OH        | OH        |      |         | β,3,4-trihidroxifeniletilamina          |
| Anfetamina                    | CH3      |    |      |           |           |      |         | α-metil-feniletilamina                  |
| Metanfetamina                 | CH3      |    |      |           |           |      | CH3     | N-metil-anfetamina                      |
| Efedrina, pseudoefedrina      | CH3      | OH |      |           |           |      | CH3     | N-metil-β-hidroxi-anfetamina            |
| Catina                        | CH3      | OH |      |           |           |      |         | β-hidroxi-anfetamina                    |
| Catinona                      | CH3      | =O |      |           |           |      |         | β-keto-anfetamina                       |
| Metcatinona                   | CH3      | =O |      |           |           |      | CH3     | N-metil-β-keto-anfetamina               |
| Bupropión                     | CH3      | =O |      | Cl        |           |      | C(CH3)3 | 3-cloro-N-tert-butil-β-keto-anfetamina  |
| Fentermina                    | CH3, CH3 |    |      |           |           |      |         | α,α-dimetil-feniletilamina              |
| Mescalina                     |          |    |      | OCH3      | OCH3      | OCH3 |         | 3,4,5-trimetoxi-feniletilamina          |
| MDA                           | CH3      |    |      | -O-CH2-O- | -O-CH2-O- |      |         | 3,4-metilenedioxi-anfetamina            |
| MDMA                          | CH3      |    |      | -O-CH2-O- | -O-CH2-O- |      | CH3     | 3,4-metilenedioxi-N-metil-anfetamina    |
| 2C-B                          |          |    | OCH3 |           | Br        | OCH3 |         | 4-bromo-2,5-dimetoxifeniletilamina      |